# سان جیاکومو ورچلزه
سان جیاکومو ورچلزه (به ایتالیایی: San Giacomo Vercellese) یک کومونه در ایتالیا است که در استان ورسلی واقع شده‌است. سان جیاکومو ورچلزه ۹٫۶ کیلومتر مربع مساحت و ۳۵۲ نفر جمعیت دارد.